# دينيس إلياديس
دينيس إلياديس (بالإنجليزية: Dennis Iliadis)‏ هو مخرج أفلام يوناني. ولد يوم 31 ديسمبر 1969 في أثينا في اليونان. اشتهر بإخراجه فيلم البيت الأخير على اليسار (2009).

## روابط خارجية
- دينيس إلياديس على موقع IMDb (الإنجليزية)
- دينيس إلياديس على موقع ألو سيني (الفرنسية)
- دينيس إلياديس على موقع قاعدة بيانات الفيلم (الإنجليزية)
- دينيس إلياديس على موقع كينوبويسك (الروسية)